# Philodendron gloriosum
Philodendron gloriosum là một loài thực vật có hoa trong họ Ráy (Araceae). Loài này được André miêu tả khoa học đầu tiên năm 1876.